# Cerro Ostrava
Cerro Ostrava (doslova Ostravský štít) je vrchol v chilské Patagonii v Patagonských Andách. Nachází se v oblasti národního parku Torres del Paine, v pohoří Cordillera Paine a je nejvyšším vrcholem hřebene Olguín.
Vrchol dosahuje nadmořské výšky 2006 m n. m. a prominence 72 m, izolace od nejbližšího vrcholu Cerro Blanco Sur (2051 m) činí 350 m. Podle dalších zdrojů má Cerro Ostrava výšku 2250 m, 2150 m či 1566 m.
Prvovýstup provedla skupina vítkovických horolezců ve složení Václav Sagan, Jaromír Volný (Wigwam) a Jiří Tomčala (Čochtan) během první československé expedice do chilských And – ke zdolání hory došlo přes ledovec Olguín v neděli 16. 2. 1969. American Alpine Journal uvádí výstup 19. 2. Po výstupu se rozhodli vrchol vlastenecky pojmenovat po domovském městě Ostravě, Ostrava je tak připomínána na místě vzdáleném 14 000 km.